# Alain Corbin
Pour les articles homonymes, voir Corbin.
Alain Corbin, né le 12 janvier 1936 à Courtomer (Orne), est un historien français, spécialiste du XIXe siècle en France.
Ses travaux ont considérablement fait avancer l'histoire des sensibilités dont il est un des spécialistes mondiaux.

## Biographie

### Origines et formation
Alain Corbin est le fils d'Antoine Corbin, médecin guadeloupéen qui a fait ses études à Paris et qui prend une clientèle en 1931 à Courtomer, en Normandie, et d'une mère normande,, issue d’une famille de propriétaires d’Essay. Alain Corbin grandit dans la petite commune de Lonlay-l'Abbaye. La maison où vit la famille porte sur son toit la sirène municipale. Il a un frère aîné qui est devenu anesthésiste.
Dans Sois sage, c'est la guerre 1939-1945, l'historien évoque la place de la guerre dans son enfance : « j’appartiens à l’étroite cohorte d’individus dont la prise de conscience de soi coïncide exactement avec la transition entre le "temps de paix" – été 1939 – et le "temps de guerre" ». Effectivement, il a connu l'exode dans les Landes en 1940 et la bataille de Normandie à huit ans.
À partir de 1945, il fait ses études secondaires au petit séminaire de Flers qui est en fait un simple collège confessionnel. Il obtient le baccalauréat (série A, latin, grec) à l'âge de seize ans et s’inscrit à Paris en propédeutique à la Sorbonne et à l’Institut catholique en 1952. Toutefois, après un échec à l'examen il retourne en Normandie.
Ainsi, après le baccalauréat, il fait des études d'histoire à l’université de Caen, où il a comme professeur notamment Pierre Vidal-Naquet et Michel de Boüard. Il y soutient, en 1957, un mémoire pour le diplôme d’études supérieures sur les biens nationaux dans le district de Caen sous la direction de Jean Vidalenc. Il est reçu à l'agrégation d'histoire en 1959. Anne-Emmanuelle Demartini, son ancienne doctorante, explique qu'il s'agit « d'un parcours, sans classes préparatoires et à distance de l’engagement politique, qu’il estime lui-même "assez atypique" ».
De 1959 à 1960, il sert en Algérie dans le cadre de son service militaire.
Il obtient un doctorat à l'université de Limoges en 1968 et un doctorat d'État en 1973 à l'Université Blaise-Pascal avec une thèse publiée ultérieurement sous le titre Archaïsme et modernité en Limousin au XIXe siècle. Or, sous l'influence d'Ernest Labrousse, sous la direction duquel il travaille ainsi que Michelle Perrot qui devient son amie, la recherche en histoire du XIXe siècle est marquée par une approche fondée sur l'histoire quantitative, sur les données économiques sérielles. Étant donné la rareté des archives de ce type disponibles en Limousin, Alain Corbin se voit obligé de diriger son attention vers d'autres sources relevant des structures anthropologiques, des mentalités, de la psychologie sociale. C'est ce sillon découvert à l'occasion de son travail de thèse que son œuvre approfondit.

### Carrière universitaire
Il enseigne au lycée Gay Lussac de Limoges entre 1959 et 1968. Entre janvier 1960 et février 1962, il effectue son service militaire en Algérie. Il commence sa carrière dans l'enseignement supérieur en tant que chargé de cours puis assistant au collège littéraire universitaire de Limoges en 1967 et 1968. Il est ensuite maître-assistant à l’université de Tours (1969-1973) puis professeur dans cette même université entre 1973 et 1987, année où il rejoint l’université Paris 1 Panthéon-Sorbonne.
Il travaille sur l’histoire sociale et l’histoire des représentations. On dit de lui qu’il est « l’historien du sensible », tant il a marqué la discipline historique par une approche novatrice de l’histoire des sensibilités.
On lui doit plusieurs ouvrages, dont Le Monde retrouvé de Louis-François Pinagot (1998), « biographie impossible » d’un sabotier inconnu choisi au hasard dans les archives départementales de l'Orne. Ce travail s’inscrit dans le concept de la microhistoire.
En 2005, son successeur à la Sorbonne et ses étudiants lui ont rendu hommage dans un ouvrage collectif qui rend compte de son itinéraire (Anne-Emmanuelle Demartini et Dominique Kalifa (dir.), Imaginaire et sensibilités au XIXe siècle : études pour Alain Corbin, Paris, Créaphis, 2006). Alain Corbin a influencé toute une génération d'historiens, parmi lesquels Emmanuel Fureix, Ivan Jablonka, Judith Lyon-Caen ou Sylvain Venayre.
Il a appartenu au Haut comité des commémorations nationales.
Durant l'ensemble de sa carrière, Alain Corbin a souhaité maintenir une distance forte au regard de tout engagement politique et idéologique, Anne-Emmanuelle Demartini explique que « manifestant peu d’intérêt pour l’idéologie, Alain Corbin récuse la posture de l’historien engagé et la mission civique de l’histoire, en défendant une conception de l’histoire fondée sur la curiosité et le plaisir de l’historien ».

### Vie privée
En 2012, il épouse Simone Delattre, historienne spécialiste de Paris au XIXe siècle, professeure en classes préparatoires aux grandes écoles. En 1963, il s'était marié à Annie Lagorce, enseignante, avec laquelle il a eu deux enfants.

## Apport à l'histoire des sensibilités

### Le désir, les sens, les paysages
Il a travaillé sur le désir masculin de prostitution (Les Filles de noce, 1978), l’odorat et l’imaginaire social (Le Miasme et la Jonquille, 1982), l’homme et son rapport au rivage (Le Territoire du vide, 1988), le paysage sonore dans les campagnes françaises du XIXe siècle (Les Cloches de la terre, 1994) et la création des vacances (L’Avènement des loisirs, 1996). Il a aussi publié un livre d’entretiens avec Gilles Heuré (Historien du sensible, 2000).

### Le Miasme et la Jonquille
Il s'agit d'un des principaux ouvrages d'Alain Corbin.

#### Genèse
Si l'on a souvent l'impression et la croyance que c'est l'historien qui fonde de nouvelles problématiques et de nouveaux questionnements, on oublie souvent que ce sont des facteurs externes et des recroisements de diverses circonstances qui permettent la genèse d'une œuvre.
Lors de ses recherches pour son premier ouvrage, Les Filles de noce. Misère sexuelle et prostitution au XIXe siècle, Alain Corbin a été impressionné par les références olfactives qualifiant la personne prostituée ; les Éditions du Seuil lui demandant, par la suite, de sélectionner des extraits de l'hygiéniste du XIXe siècle, Parent-Duchâtelet, il est également frappé de voir que l'auteur assimile l'étymologie, erronée, de « putain » à « la fille qui sent mauvais ». Cela recroise les travaux qu'il avait entrepris, et ajouté à cela, Corbin est amené à lire l'ouvrage de Huysmans, À rebours, où le personnage principal cherche à retrouver les parfums du passé.
Ce fil logique de ses travaux, avec notamment la prostituée et cet imaginaire olfactif, va le pousser à étudier ce qui est également vrai pour les autres types sociaux : les élites du XIXe siècle cherchaient à se désodoriser pour se distinguer du peuple, de se distinguer de cette « marée humaine », la gestion de l'odorat permet de se distinguer. Au XIXe siècle, la désignation péjorative s'accompagne très souvent en effet de références olfactives.

#### L'ouvrage
L'auteur s'y intéresse à ce qu'il nomme la « révolution olfactive » et explique que l’odorat est un « construit social » qui s'est lentement transformé au fil de l'histoire.
Alain Corbin montre comment les représentations des élites — et notamment des savants — ainsi que celles du peuple vont se répercuter sur les grands principes qui régissent l'urbanisme. Les rues du XVIIIe siècle sont en effet connues pour leur fétidité. L'eau suscite la méfiance ; les médecins l'associent à la notion de malsain. On pense alors que les individus sont gouvernés par leurs « humeurs ». La puissance des odeurs corporelles est supposée témoigner de la vigueur des individus. Prisons, hôpitaux mais aussi tribunaux ou casernes incarnent alors l'insalubrité.
L'auteur explique que le « seuil de tolérance » aux odeurs va évoluer, notamment sous l'effet de l'émergence d'une nouvelle perception des odeurs très clivée socialement. C'est l'époque où naissent les premières théories hygiénistes qui visent à « purifier » les villes en permettant à l'eau et à l'air de mieux circuler et d'emporter avec eux détritus et miasmes. C'est également la période durant laquelle on cherche à dé-densifier les villes en « dés-entassant » les hommes. On tente de « désodoriser » la sphère publique en se focalisant sur la puanteur supposée des plus pauvres de leurs habitants.
Au XIXe siècle, un tournant s'opère. On n'amalgame plus les mauvaises odeurs et le peuple. On considère au contraire que la salubrité urbaine est le produit de celle de la population dans sa globalité. La bourgeoisie crée de nouveaux codes, valorisant les parfums discrets. Une épidémie de choléra, en 1832, fait toutefois renaître l'idée selon laquelle les classes défavorisées seraient des vecteurs de maladies et de puanteur. Un mouvement d'inspection sanitaire et sociale est créé.
Le XXe siècle marque enfin l'entrée dans un relatif « silence olfactif » : c'est la discrétion voire l'absence totale d'odeur qui est à présent recherchée.

### Le Village des «cannibales»
En 1986, Alain Corbin a publié Le Village des « cannibales » qui relate « l'Affaire de Hautefaye » et tente d'expliquer comment une foule de paysans venus à un foiral a massacré un noble accusé d'avoir crié « Vive la République ! » pendant la guerre franco-prussienne de 1870. L'historien décrit alors le contexte du village d'Hautefaye, l'histoire des violences politiques dans la région lors des décennies précédentes et le contexte d'angoisse lié au conflit militaire. Ensuite, Corbin revient sur le déroulement du massacre et, enfin, son procès au travers de la dimension politique de celui-ci.

### L'histoire du temps qu'il fait
Alain Corbin est aussi l'un des précurseurs de l'étude de la sensibilité au temps qu’il fait, c'est-à-dire à la perception des phénomènes météorologiques par les hommes. Il s'est particulièrement intéressé à la pluie, et en a tiré un ouvrage collectif en 2013, La Pluie, le Soleil et le Vent : Une histoire de la sensibilité au temps qu'il fait.

## Publications

### Ouvrages
| 1975 | Archaïsme et modernité en Limousin au xixe siècle           |
| 1976 |                                                             |
| 1977 |                                                             |
| 1978 | Les Filles de noce                                          |
| 1979 |                                                             |
| 1980 |                                                             |
| 1981 |                                                             |
| 1982 | Le Miasme et la Jonquille                                   |
| 1983 |                                                             |
| 1984 |                                                             |
| 1985 |                                                             |
| 1986 | Le Village des « cannibales »                               |
| 1987 |                                                             |
| 1988 | Le Territoire du vide                                       |
| 1989 |                                                             |
| 1990 |                                                             |
| 1991 | Le Temps, le désir et l'horreur : essais sur le xixe siècle |
| 1992 |                                                             |
| 1993 |                                                             |
| 1994 | Les Cloches de la terre                                     |
| 1995 | L’Avènement des loisirs (1850-1960)                         |
| 1996 |                                                             |
| 1997 | « Paris-province », dans Les Lieux de mémoire               |
| 1998 | Le Monde retrouvé de Louis-François Pinagot                 |
| 1999 |                                                             |
| 2000 | Historien du sensible                                       |
| 2001 | L’Homme dans le paysage                                     |
| 2002 |                                                             |
| 2003 |                                                             |
| 2004 | La Mer : terreur et fascination                             |
| 2005 | Histoire du corps                                           |
| 2006 |                                                             |
| 2007 | Histoire du christianisme                                   |
| 2007 | L'Harmonie des plaisirs                                     |
| 2008 |                                                             |
| 2009 |                                                             |
| 2010 |                                                             |
| 2011 | Les Héros de l'histoire de France expliqués à mon fils      |
| 2011 | Les Conférences de Morterolles                              |
| 2011 | Histoire de la virilité                                     |
| 2012 |                                                             |
| 2013 | La Douceur de l'ombre                                       |
| 2013 | La Pluie, le soleil et le vent                              |
| 2014 | Les filles de rêve                                          |
| 2014 | Sois sage, c'est la guerre                                  |
| 2015 |                                                             |
| 2016 | Histoire du silence : de la Renaissance à nos jours         |
| 2016 | Histoire des émotions                                       |
| 2017 |                                                             |
| 2018 | La Fraîcheur de l'herbe                                     |
| 2019 | Paroles de Français anonymes                                |
| 2020 | Terra incognita : une histoire de l'ignorance               |
| 2021 | La Rafale et le Zéphyr                                      |
| 2022 | Histoire du repos                                           |
| 2023 | Fragilitas                                                  |
| 2024 | Histoire de la joie                                         |

- Archaïsme et modernité en Limousin au XIXe siècle (1845-1880), Presses universitaires de Limoges, 1975 ; et rééd., 2 vol.  (ISBN 978-2-84287-101-7)
- Les Filles de noce : misère sexuelle et prostitution au XIXe siècle, Paris, Flammarion, 1978, coll. « Champs »  (ISSN 0151-8089) no 118 ; et rééd., 342 p.  (ISBN 978-2-08-081118-9)
- Le Miasme et la jonquille : l'odorat et l’imaginaire social, XVIIIe – XIXe siècles, Paris, Flammarion, 1982, coll. « Champs »  (ISSN 0151-8089) no 165 ; et rééd., 342 p.  (ISBN 978-2-08-081165-3)
- Le Village des « cannibales », Paris, Flammarion, 1986, coll. « Champs »  (ISSN 0151-8089) no 333 ; et rééd., 204 p.  (ISBN 978-2-08-081321-3)
- Le Territoire du vide : l'Occident et le désir du rivage, 1750-1840, Paris, Flammarion, 1988, coll. « Champs »  (ISSN 0151-8089) no 218 ; et rééd., 407 p.  (ISBN 978-2-08-081218-6)
- Le Temps, le désir et l'horreur : essais sur le XIXe siècle, Paris, Flammarion, 1991, coll. « Champs »  (ISSN 0151-8089) ; et rééd., 250 p.  (ISBN 978-2-08-081409-8)
- Les Cloches de la terre : paysage sonore et culture sensible dans les campagnes au XIXe siècle, Paris, Flammarion, 1994, coll. « Champs »  (ISSN 0151-8089) no 453 ; et rééd., 359 p.  (ISBN 978-2-08-081453-1)
- (coll.) L’Avènement des loisirs (1850-1960), Paris, Flammarion, 1995, coll. « Champs »  (ISSN 0151-8089) no 480 ; et rééd., 466 p.  (ISBN 978-2-08-080006-0)
- « Paris-province », dans Les Lieux de mémoire, t. 2, Paris, Gallimard, 1997, coll. « Quarto », p. 2851-88.
- Le Monde retrouvé de Louis-François Pinagot : sur les traces d’un inconnu (1798-1876), Paris, Flammarion, 1998, coll. « Champs »  (ISSN 0151-8089) no 504, 336 p.  (ISBN 978-2-08-080036-7)
- Historien du sensible, entretiens avec Gilles Heuré, Paris, La Découverte, 2000, coll. « Cahiers libres »  (ISSN 0526-8370), 200 p.  (ISBN 978-2-7071-3098-3) [présentation en ligne]
- L’Homme dans le paysage (entretien avec Jean Lebrun), Paris, Gallimard, 2001, coll. « Textuel »  (ISBN 978-2-84597-027-4)
- La Mer : terreur et fascination (dir. avec Hélène Richard), Paris, Éditions du Seuil, 2004  (ISBN 978-2-02-068653-2)
- Histoire du corps (dir. avec Jean-Jacques Courtine et Georges Vigarello), Paris, Éditions du Seuil, 2005, coll. « L’Univers historique »  (ISSN 0083-3673), 3 vol., 2005-2006  (ISBN 978-2-02-022455-0)
- Histoire du christianisme : pour mieux comprendre notre temps (direction), Paris, Éditions du Seuil, 2007 coll. « L’Univers historique »  (ISSN 0083-3673), 468 p.  (ISBN 978-2-02-089421-0)
- L'Harmonie des plaisirs : les manières de jouir du siècle des Lumières à l’avènement de la sexologie, Paris, Perrin, 2007.  (ISBN 978-2-262-01929-7)
- Alexandre Parent-Duchâtelet, La Prostitution à Paris au XIXe siècle, texte présenté et annoté par Alain Corbin, Paris, Seuil, 2003 « Points-Seuil Histoire », 238 p.  (ISBN 978-2-7578-0691-3)
- Les Héros de l'histoire de France expliqués à mon fils, Paris, Éditions du Seuil, 2011.
- Les Conférences de Morterolles ; hiver 1895 - 1896 ; à l'écoute d'un monde disparu, Paris, Flammarion, 2011.
- avec Jean-Jacques Courtine et Georges Vigarello, Histoire de la virilité, Paris, éditions du Seuil, 2011 :
  - t. 1, De l'Antiquité aux Lumières : l'invention de la virilité, 577 p.  (ISBN 978-2-02-098067-8)
  - t. 2, Le Triomphe de la virilité : le XIXe siècle, 493 p.  (ISBN 978-2-02-098068-5)
  - t. 3, La Virilité en crise ? : le XXe – XXIe siècle, 566 p.  (ISBN 978-2-02-098069-2)
- La Douceur de l'ombre : l'arbre, source d'émotions, de l'Antiquité à nos jours, Paris, Fayard, 2013, 347 p.  (ISBN 978-2-213-66165-0), prix du Livre environnement 2013 Veolia.
- (Sous la direction) La Pluie, le soleil et le vent : une histoire de la sensibilité au temps qu'il fait, Paris, Aubier Montaigne, 2013, 246 p.  (ISBN 2700704304)
- Les filles de rêve, Paris, Fayard, 2014, 1re éd., 172 p.  (ISBN 978-2-213-68084-2).
- Sois sage, c'est la guerre, Flammarion, Paris, 1re éd. 2014.
- Histoire du silence : de la Renaissance à nos jours, Paris, Albin Michel, 2016, 216 p.  (ISBN 978-2-22-632378-1)
- avec Jean-Jacques Courtine et Georges Vigarello, Histoire des émotions, Paris, Seuil, 2016-2017 :
  - t. 1, De l'Antiquité aux Lumières, 550 p.
  - t. 2 Des Lumières à la fin du XIXe siècle, 478 p.
  - t. 3, De la fin du XIXe siècle à nos jours, 608 p.
- La Fraîcheur de l'herbe : histoire d'une gamme d'émotions de l'Antiquité à nos jours, Paris, Fayard, 2018, 244 p.  (ISBN 978-2-213-68933-3)
- Paroles de Français anonymes : au cœur des années trente, Paris, Albin Michel, 2019, 240 p.  (ISBN 978-2-226-43732-7).
- Terra incognita : une histoire de l'ignorance, Paris, Albin Michel, 2020, 287 p.  (ISBN 978-2-226-44931-3).
- La Rafale et le Zéphyr. Histoire des manières d'éprouver et de rêver le vent, Paris, Fayard, 2021, 180 p. (ISBN 9782213718248)
- Histoire du repos, Paris, Plon, 2022, 167 p. (ISBN 978-2-259-31158-8)
- Fragilitas, Paris, Plon, 2023, 144 p. (ISBN 978-2-259-31692-7)
- Histoire de la joie, Paris, Fayard, 2024, 192 p. (ISBN 978-2-213-73110-0)

### Articles
- Alain Corbin et Georges Vigarello, « Entretien avec Alain Corbin », Perspective, 1 | 2018, p. 71-86 [mis en ligne le 31 décembre 2018, consulté le 28 janvier 2022. URL : http://journals.openedition.org/perspective/9187 ; DOI : https://doi.org/10.4000/perspective.9187].

## Décoration
- Chevalier de la Légion d'honneur (1995)[25]